# Thaptomys nigrita
Thaptomys nigrita is een zoogdier uit de familie van de Cricetidae. De wetenschappelijke naam van de soort werd voor het eerst geldig gepubliceerd door Martin Lichtenstein in 1830.

## Voorkomen
De soort komt voor in Brazilië, Paraguay, Uruguay en Argentinië.
Akodon · Bibimys · Blarinomys · Brucepattersonius · Castoria · Dankomys† · Deltamys · Gyldenstolpia · Juscelinomys · Kunsia · Lenoxus · Necromys · Oxymycterus · Podoxymys · Scapteromys · Thalpomys · Thaptomys